# Rafał Kurmański
Rafał Kurmański (ur. 22 sierpnia 1982 w Zielonej Górze, zm. 30 maja 2004 tamże) – polski żużlowiec.
Przez całą karierę reprezentował ZKŻ Zielona Góra. W lidze polskiej debiutował w 1999. Zdobywca złotego (2001) i brązowego (2002) medalu Młodzieżowych Mistrzostw Polski Par Klubowych, brązowych medali Młodzieżowych Drużynowych Mistrzostw Polski (2000, 2003) oraz wicemistrzostwa Europy juniorów (2001). W 2003 wystąpił z dziką kartą na Grand Prix Europy w Chorzowie.
Jego dobrze zapowiadającą się karierę przerwała samobójcza śmierć, kiedy powiesił się na klamce od drzwi do łazienki w hotelu w Zielonej Górze. W dniu, w którym znaleziono ciało, rozegrany został mecz ZKŻ Zielona Góra z Unią Leszno, na którym kibice z Zielonej Góry i Leszna, skandując imię i nazwisko, uczcili pamięć żużlowca. Powstał także Fan Club Rafała Kurmańskiego.

## Starty w Grand Prix
| Sezon | Numer | 1     | 2   | 3   | 4   | 5   | 6   | 7   | 8   | 9   | Msc. | Pkt. |
| ----- | ----- | ----- | --- | --- | --- | --- | --- | --- | --- | --- | ---- | ---- |
| 2003  | 23    | EUR 3 | SWE | GBR | DNK | SVN | SCA | CZE | POL | NOR | 36   | 3    |

| Statystyki        | Statystyki |
| ----------------- | ---------- |
| Starty            | 1          |
| Zwycięstwa        | 0          |
| Miejsca na podium | 0          |
| Finalista         | 0          |
| Punkty            | 3          |

## Osiągnięcia
| Osiągnięcia: | Osiągnięcia: | 36. miejsce w 2003 | 36. miejsce w 2003 | 36. miejsce w 2003 | 36. miejsce w 2003 |
| Sezon        | Miasto       | Msc                | Pkt                | Biegi              | Uwagi              |
| 2003         | 9 turniejów  | 23                 | 3                  | (1,3,0)            |                    |

| Osiągnięcia: | Osiągnięcia: | 6. miejsce w 2002 | 6. miejsce w 2002 | 6. miejsce w 2002 | 6. miejsce w 2002 |
| Sezon        | Miasto       | Msc               | Pkt               | Biegi             | Klub              |
| 2001         | Bydgoszcz    | 15 w półfinale    | 15 w półfinale    | 15 w półfinale    | Zielona Góra      |
| 2002         | Toruń        | 6                 | 7                 | (0,1,3,3)         | Zielona Góra      |